# Joseph von Xylander
Joseph von Xylander (München, 1794. február 4. – Frankfurt am Main, 1854. november 2.), német politikus, katona, történész. 

## Életútja
Nemesi családból származott. 1812-ben a bajor hadsereg mérnök-hadnagya lett. 1846-ban kapitányi rangban Frankfurtban egyik tagja volt a Német Szövetség Katonai Bizottságának. 1848 decemberében az Ideiglenes Központi Hatalom bajor meghatalmazottjává nevezték ki. Tábornokká léptették elő, majd 1850-től Bajorország követe volt a Német Szövetségnél, Hessenben és Nassauban. Elsősorban fegyvertörténettel és a hadviselés elméletével foglalkozott.

## Művei
- Waffenlehre. München, 1833. Új kiadása: Zürich, 1978
- Das Sprachgeschlecht der Titanen. Frankfurt am Main, 1837
- Zur Sprach- und Geschichtsforschung der neuesten Zeit. Frankfurt am Main, 1838